# 순정 에비던스/꽉 안아주고 싶을 뿐인데
《순정 에비던스/꽉 안아주고 싶을 뿐인데》(純情エビデンス/ギューされたいだけなのに 쥰죠우에비단스/라브페디아/큣사레다이다게나노니[*])는 2020년 12월 16일 발매된 모닝구무스메'20의 예순아홉 번째 싱글이다.

## 개요
- 층쿠 작사 · 작곡의 악곡으로만 구성된 모닝구무스메의 CD 싱글은 2019년 6월 12일에 발매한 예순일곱 번째 싱글 "인생 Blues/청춘 Night" 이후 두 번째다.
- 초회한정반 A, B, SP, 통상반 A, B의 5 형태로 발매.
- 초회한정반 A, B, SP에는 DVD가 같이 수록되고 있다.
- 모든 초회한정반에는 이벤트 추첨 일련 번호 카드가 봉입되고 있다.
- "純情エビデンス"는 도호쿠 방송의 12월도 "tbc 이치오시 파워 플레이".

## 수록곡

### CD
1. 純情エビデンス
작사, 작곡 : 층쿠 / 편곡 : 히라타 쇼이치로
2. ギューされたいだけなのに
작사, 작곡 : 층쿠 / 편곡 : 오쿠보 카오루
3. 純情エビデンス (Instrumental)
4. ギューされたいだけなのに (Instrumental)

### DVD
초회한정반 A
1. 純情エビデンス (Music Video)

초회한정반 B
1. ギューされたいだけなのに (Music Video)

초회한정반 SP
1. 純情エビデンス (Dance Shot ver.)
2. ギューされたいだけなのに (Dance Shot ver.)
3. 純情エビデンス (Close-up ver.)
4. ギューされたいだけなのに (Close-up ver.)

## 차트
- 일간최고순위 2위 (오리콘 차트)
- 주간최고순위 2위 (오리콘 차트)